# 1982 en Grèce
Chronologie de la Grèce
- 1978
- 1979
- 1980
- 1981
- 1982
- 1983
- 1984
- 1985
- 1986

Cette page concerne les évènements survenus en 1982 en Grèce  :

## Évènements
- août : Assemblée générale de l'Union astronomique internationale à Patras.
- 4-7 octobre : 3e symposium gréco-serbe (en) à Thessalonique.

## Cinéma - Sortie de film
- 4-10 octobre : Festival du cinéma grec
- Bruce contre-attaque

## Sport
- 3-9 septembre : Organisation des Championnats d'Europe d'athlétisme à Athènes.
- Coupe de Grèce de football (1981-1982) (en)
- Coupe de Grèce de football (1982-1983) (en)
- Championnat de Grèce de football 1981-1982
- Championnat de Grèce de football 1982-1983
- Complexe olympique d'Athènes et Stade olympique d'Athènes
- Création de club : Athens Spartans RFC (rugby), Doxa Lefkadas B.C. (en) (basket), Haravgi Larissa F.C. (en), Haravgi Larissa F.C. (en), ILTEX Lykoi F.C. (en) et Larisaikos F.C. (en) (football).
- Création de l'association de supporters de l'AEK Athènes Original 21 (en).

## Création
- Ancien aéroport de Paros (en)
- ERT2, chaîne de télévision publique.
- Garde nationale (en)
- HELMEPA (en), association hellénique pour la protection de l'environnement marin.
- Ministère du développement et de l'investissement
- Musée archéologique d'Olympie
- Musée de la lutte pour la libération de la Macédoine
- Organisation des communistes marxistes-léninistes de Grèce (en)
- Société hellénique d'ornithologie (en)
- Station Iríni (métro d'Athènes)

## Dissolution
- Service d'information des forces armées (en)
- Bataillons de défense de la Garde nationale (en)

## Naissance
- Stavroúla Antonákou, joueuse de water-polo et personnalité politique.
- Éva Asderáki, arbitre de tennis.
- Eléni Daniilídou, joueuse de tennis.
- Panayóta Dritséli, philologue et personnalité politique.
- Leonídas Kampántais, footballeur.
- Ioánnis Kefaloyánnis, personnalité politique.
- Thália Koutroumanídou, volleyeuse de plage.
- Nikólaos Smaragdís, joueur de volley-ball.
- Chrístos Tapoútos, basketteur.
- Loúis Tsátoumas, athlète (saut en longueur).
- Dimítrios Tsiámis, athlète (triple saut).
- Athanasía Tsoumeléka, athlète (marche).
- Aléxandros Tzórvas, footballeur.
- Zíssis Zánnas, personnalité politique.

## Décès
- Pantelís Zervós, acteur.